# Столица мира Германия

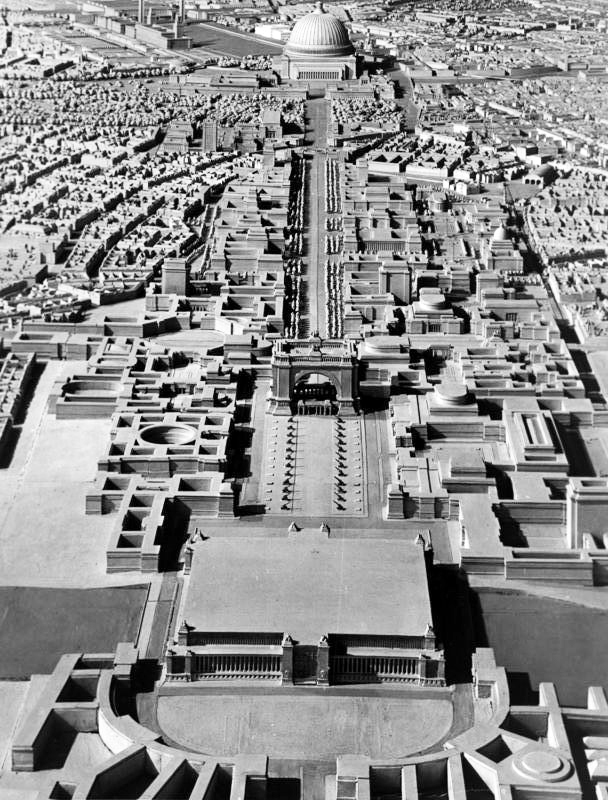
Макет Столицы мира Германии. 1939

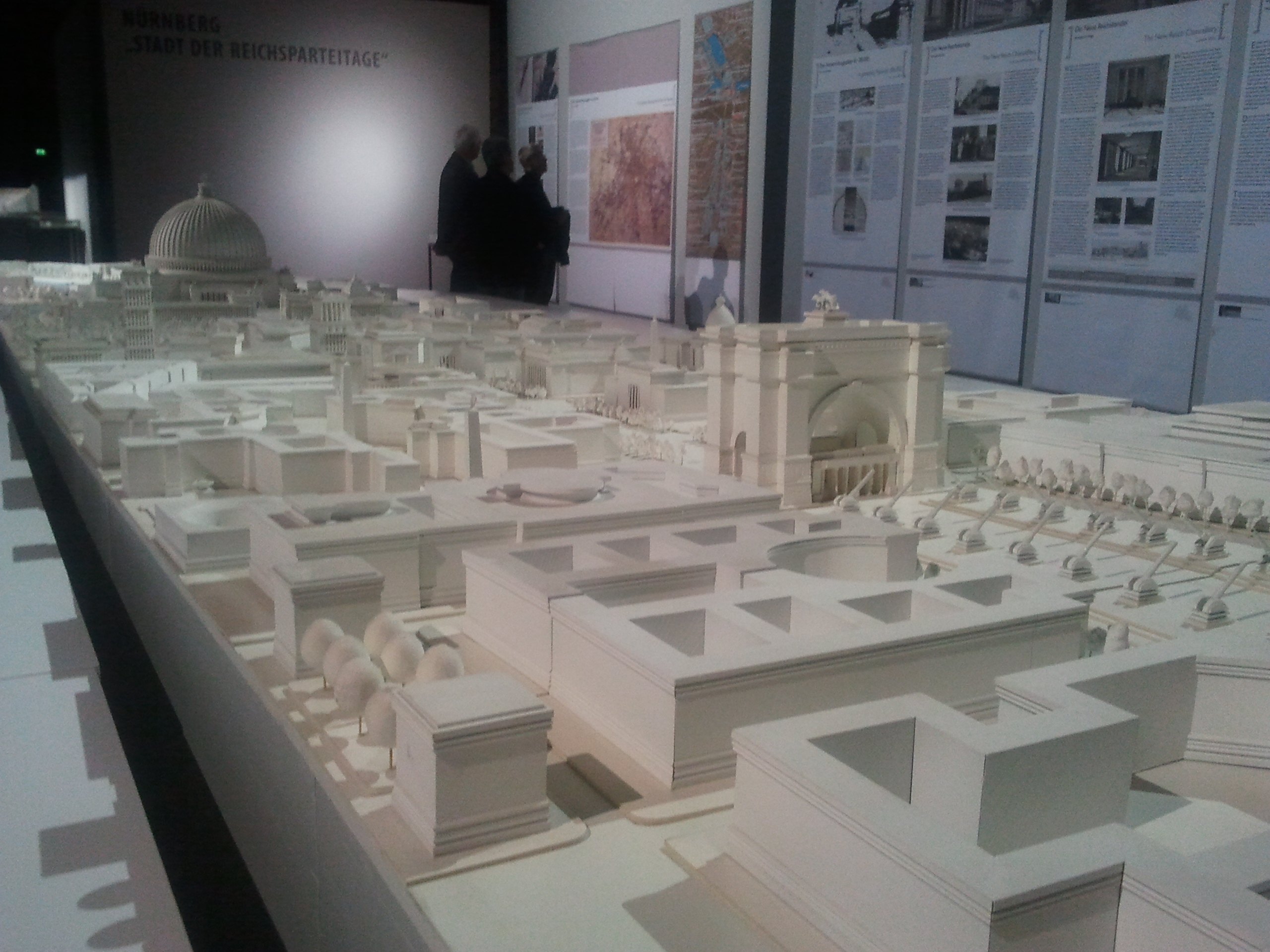
Модель Германии

Столица мира Германия (нем. Welthauptstadt Germania) — новое название для города Берлина, который к середине XX века по планам Адольфа Гитлера и его архитектора Альберта Шпеера должен был стать столицей мира. На немецком языке «Германия» — латинизированное имя женского образа страны Германии, аллегория германской нации, а сама страна называется Дойчланд (нем. Deutschland). Чтобы соответствовать своему статусу, город должен был приобрести новый облик согласно принятому «Общему плану застройки имперской столицы».

## Предыстория
На территории Германии до Нового времени сохранялось большое количество топонимов древнеславянского происхождения от ранее населявших эти земли славян. После Тридцатилетней войны начался процесс переименования этих названий на германские. Тем не менее, в северовосточной части Германии (включая Берлин) вплоть до 1930-х гг. сохранялось множество славянских названий. На территории Берлина так же сохранялось много славянских топонимов (Панков, Трептов, Штеглиц, Белиц, Кёпеник, Марцан, Шпандау и др.), которые служили молчаливым напоминанием о славянском прошлом этих земель, что категорически шло вразрез с новой политической конъюнктурой и доктриной, провозглашавшей славян «недочеловеками». С началом Второй мировой войны все эти названия были убраны с карт, а районы и улицы переименованы. Более того, поскольку само название «Берлин» происходит не от романтической легенды о медведе, а от полабского слова «берль» (болото, топь), вождями рейха в рамках политики германизации было решено переименовать и его тоже. Запоздалое начало этой кампании не позволило реализовать все планы нацистского руководства в отношении Берлина.

## Новое название Берлина
Согласно записям Генри Пиккера от 8 июня 1942 года, Гитлера увлекала идея переименовать перестроенный Берлин в Германию (лат. Germania), чтобы город стал центром великогерманского всемирного рейха.

Как в своё время Бисмарк вновь и вновь внушал в головы баварцев, пруссаков и так далее германскую идею, столь же планомерно необходимо направлять германские народы континентальной Европы к германской идее. Он даже считал, что хорошо было бы придать этой работе особо сильный импульс, переименовав имперскую столицу Берлин в Германию. Ведь несмотря на большую территориальную отдалённость от этой столицы, имя «Германия» у имперской столицы в её новом репрезентативном облике способно вызвать чувство принадлежности у каждого входящего в германское расовое ядро.
Оригинальный текст (нем.)Wie seinerzeit die Bayern, die Preußen und so weiter von Bismarck immer wieder auf die deutsche Idee hingestoßen worden seien, so müsse man die germanischen Völker Kontinentaleuropas ganz planmäßig auf den germanischen Gedanken hinlenken. Er halte es sogar für gut, dieser Arbeit durch Umbenennung der Reichshauptstadt Berlin in „Germania“ einen besonders nachhaltigen Auftrieb zu geben. Denn der Name Germania für die Reichshauptstadt in ihrer neuen repräsentativen Form sei geeignet, trotz größter räumlicher Entfernung zwischen jedem Angehörigen des germanischen Rassekerns und dieser Hauptstadt ein Gefühl der Zusammengehörigkeit zu erzeugen.
— Andreas Hillgruber
Выражение «столица мира» было использовано Гитлером ещё раньше:

Берлин станет столицей мира, сравнимой лишь с древними Египтом, Вавилоном или Римом. Что там Лондон, что Париж! (в ночь с 11 на 12 марта 1942 года в Волчьем логове)
Оригинальный текст (нем.)Berlin wird als Welthauptstadt nur mit dem alten Ägypten, Babylon oder Rom vergleichbar sein! Was ist London, was ist Paris dagegen!
— Werner Jochmann

## Предпосылки и проект

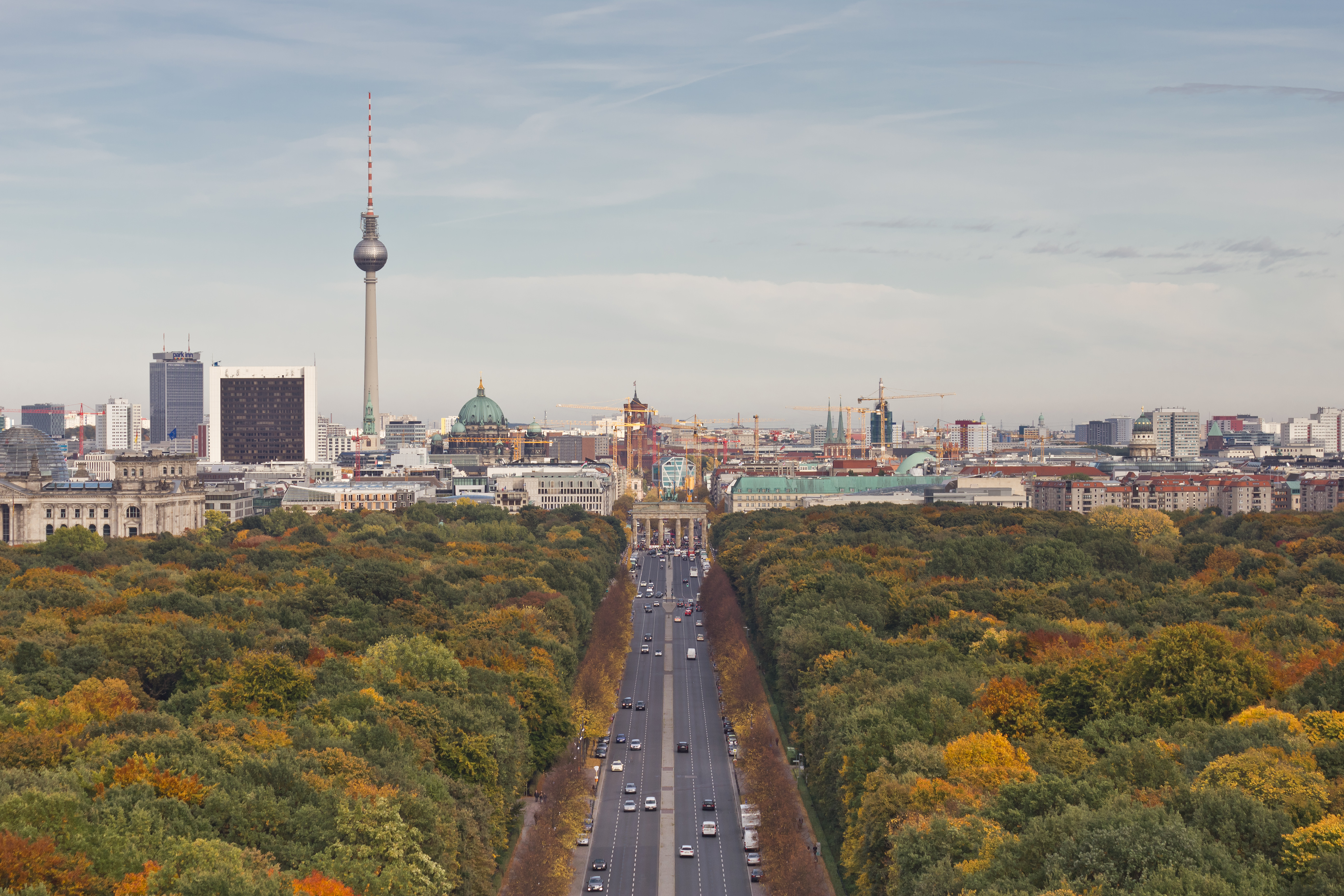
Улица 17 Июня. Вид с колонны Победы в восточном направлении

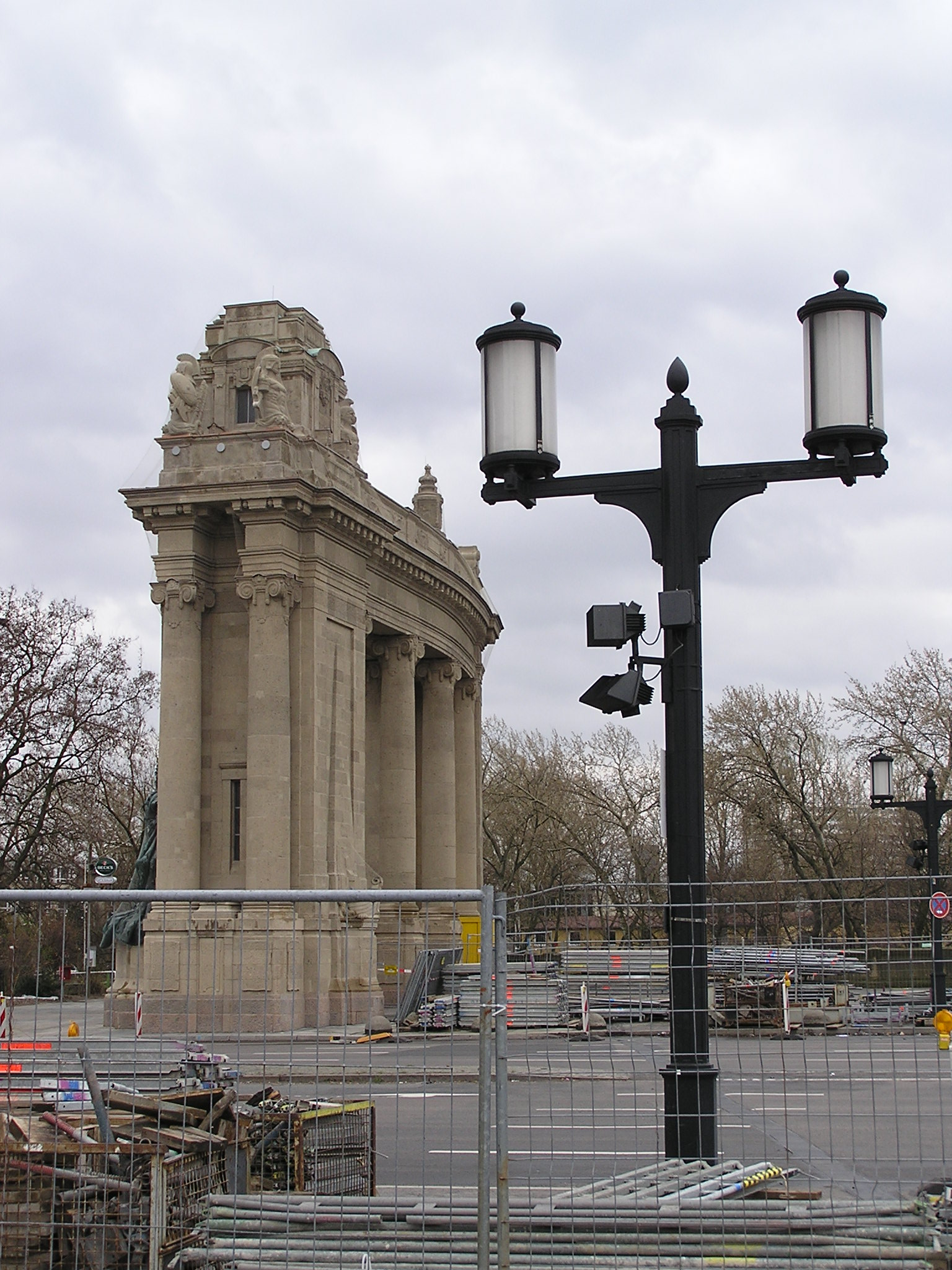
Фонари по проекту Альберта Шпеера у Шарлоттенбургских ворот

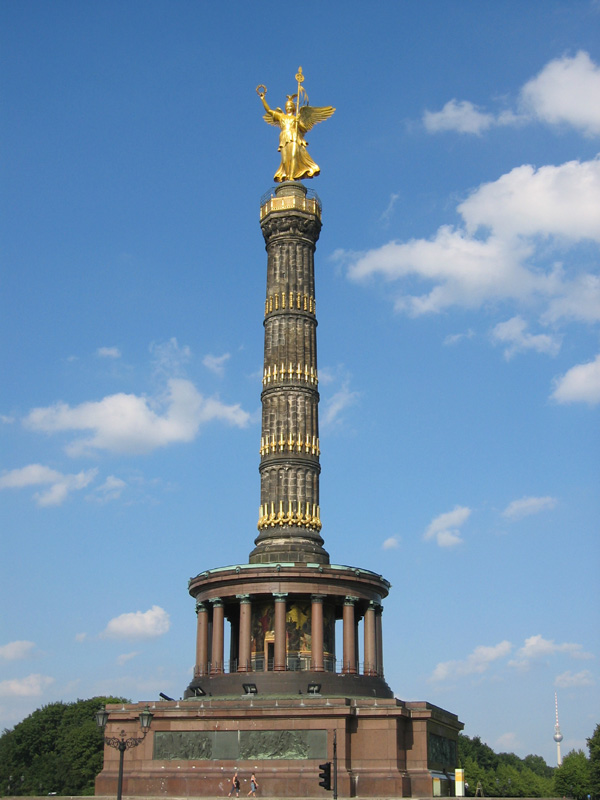
Колонна Победы на площади Большая Звезда

В книге «Майн кампф» Гитлер писал, что у современных городов, в отличие от античных, не стало символов и монументов, внушающих гордость, и что государство своими сооружениями должно вновь усиленно внедряться в общество. Планируемые монументальные сооружения были призваны выполнять в национал-социалистическом государстве репрезентативные функции.
Проект перестройки Берлина предусматривал пересечение двух широких транспортных осей, пересекавших город и соединявших его центр с кольцевой автомобильной дорогой. В месте пересечения осей должна была находиться рейхсканцелярия. Ось Север-Юг должна была стать роскошным проспектом. Соответствующие потери городских площадей предполагалось компенсировать освоением новых площадей: в лесном массиве Груневальд планировалось возвести институтский городок, а на юге Берлина — совершенно новый городской район.
Генеральный инспектор по строительству имперской столицы Альберт Шпеер получил от Гитлера обширные полномочия, сравнимые с министерскими, так что даже мог не считаться с возражениями городских властей. Реализация проектов Шпеера привела бы к значительным изменениям в имеющейся структуре города: предусматривался снос жилья в размере около 50 тысяч квартир. Эти работы по сносу, которые могли непосредственно затронуть 150 тысяч человек, продолжались вплоть до приостановки проекта весной 1943 года. В рамках этого вынужденного переселения ведомство генеральной инспекции по строительству форсировало выселение из Берлина евреев, чтобы использовать освободившееся жильё для своих целей: предоставляя его вынужденным переселенцам или размещая в нём строителей. Некоторые квартиры были распределены между привилегированными сотрудниками ведомства.
Проект предполагал ликвидацию нескольких кладбищ. Юго-западное кладбище в Штансдорфе обязано увеличением своих размеров проекту Столицы мира Германии. На пути предусмотренной проектом Оси Север-Юг в районе Шёнеберг лежали кладбище св. Матфея (нем. Alter St.-Matthäus-Kirchhof Berlin) и кладбище Двенадцати апостолов (нем. Alter Zwölf-Apostel-Kirchhof). Всего до 1940 года было перезахоронено около 15 тысяч могил.

## Деятели искусства, привлечённые к реализации проекта
Назначение Альберта Шпеера генеральным инспектором по строительству имперской столицы обусловило привлечение для решения уникальной задачи широкого круга архитекторов, скульпторов, художников и мастеров декоративно-прикладного искусства. Непререкаемым авторитетом в вопросах скульптуры был Арно Брекер, обучавшийся в Париже и Риме. Его бывшему профессору, уже тогда легендарному архитектору Вильгельму Крайсу, было также поручено несколько заказов. Признанные художники нацистского режима участвовали в официальных выставках в мюнхенском Доме немецкого искусства, их скульптуры были установлены на берлинском Олимпийском стадионе: Георг Кольбе, Зепп Хильц, Фриц Климш, Рихард Шайбе и другие.

## Ось Восток-Запад
По проекту Ось Восток-Запад длиной 50 км пролегала от Вустермарка по Хеерштрассе через площадь Адольфа Гитлера (ныне площадь Теодора Хойса), проспект Кайзердамм, сворачивала через современную площадь Эрнста Рейтера к Высшей технической школе Шарлоттенбург (ныне Берлинский технический университет) и далее шла вдоль Шарлоттенбургского шоссе (ныне улица 17 Июня) через площадь Большая Звезда, Бранденбургские ворота, Унтер-ден-Линден, площадь Франкфуртер-Тор и улицу Франкфуртер-Аллее.
От восточной части оси архитекторам пришлось отказаться по настоянию Гитлера. На Музейном острове ось Восток-Запад предполагалось дополнить рядом музейных зданий, на Купферграбене должны были появиться Музей мировой войны и Музей расовой науки по проектам Вильгельма Крайса.
Двенадцать километров оси Восток-Запад были готовы ко дню рождения фюрера в 1939 году. Колонна победы была перенесена с Кёнигсплац (ныне площадь Республики) на площадь Большая Звезда и увеличилась в высоту на 7,5 метров. Поскольку освещение не должно было пересекать улицу, Альберт Шпеер спроектировал специальное уличное освещение, частично сохранившееся до настоящего времени.
Газеты того времени называли трассу по аналогии с Древним Римом «Via Triumphalis».

## Ось Север-Юг
Настоящим главным проспектом должна была стать часть 40-километровой Оси Север-Юг от нового Северного вокзала (нем. Nordbahnhof) на севере района Моабит до опять нового Южного вокзала (нем. Südbahnhof) на месте нынешнего вокзала Зюдкройц в районе Темпельхоф. Рядом с Северным вокзалом планировалось построить водоём размером 1200 на 400 метров, в котором бы отражался Большой зал. Как и другие монументальные строения, вокзалы отличались невиданными размерами. Работами по возведению Южного вокзала, проект которого был подготовлен строительной дирекцией имперских железных дорог ещё в 1937 году, начиная с 1940 года руководил лично Шпеер, и к моменту окончательного закрытия проекта перестройки Берлина в марте 1943 года подготовительные работы под строительство были практически завершены. В августе 1941 года Шпеер отдал приказ добавить к запланированным 20 параллельным рельсовым путям ещё два пути для ширококолейной железной дороги Breitspurbahn, второго любимого проекта Гитлера.
На Оси Север-Юг шириной в 120 метров проектом предусматривалось возведение у Южного вокзала колоссальной украшенной рельефами работы Арно Брекера триумфальной арки-тетрапилона высотой 117 м и шириной 170 м, на которой предполагалось указать имена всех немецких солдат, погибших в Первую мировую войну (а поскольку национал-социалисты не признавали Версальский договор, к ним относились и павшие во Вторую мировую войну). По замыслу авторов проекта триумфальную арку должна была дополнять аллея Трофейного оружия (нем. Beutewaffenallee). Вдоль Оси Север-Юг предполагалось разместить все наиболее важные имперские и партийные ведомства, а также центральные конторы компаний и учреждения культуры. Здание правления «Берлинских транспортных предприятий» (нем. Berliner Verkehrsbetriebe) на Потсдамской улице (нем. Potsdamer Straße) — одно из немногих сохранившихся сооружений проекта Столицы мира Германии. Для определения грузоподъёмности почвы под триумфальную арку в 1942 году в Темпельхофе был специально изготовлен бетонный цилиндр.

## Большой зал («Зал славы», «Зал Народа»)
В излучине реки Шпрее, к северу от Рейхстага предполагалось возвести самое главное сооружение города Германия размером 315 на 315 метров в основании — Большой зал, который должен был стать самым большим купольным зданием в мире. Рядом с Большим залом в ансамбле проектируемой Большой площади планировалось возвести служебную и личную резиденцию Гитлера и его преемников — Дворец фюрера.

## Оборонно-технический факультет и институтский городок
В 1937 году в лесу Груневальд, к юго-западу от Олимпийского стадиона, началось возведение здания оборонно-технического факультета, которое должно было стать первым этапом в строительстве институтского городка. В рамках проекта в институтском городке появился бы гигантский лекционный зал Auditorium Maximum, напоминающий Парфенон. На стадии проектирования находилось здание университетской клиники взамен подлежащей сносу клиники Шарите.
Остатки возведённой коробки здания оборонно-технического факультета были засыпаны после войны строительным мусором от разбора городских руин, и появилась гора Тойфельсберг (нем. Teufelsberg — Чёртова гора) высотой 114,7 м. После войны вершина горы использовалась вооружёнными силами США для прослушивания радиообмена в Восточном блоке, а затем на Тойфельсберге посадили тысячи деревьев, и гора превратилась в зону отдыха.

## Зюдштадт
В продолжение Оси Север-Юг планировалось построить так называемый Зюдштадт (нем. Südstadt — Южный город), жилой массив на 210 тысяч жителей и количеством рабочих мест на 100 тысяч человек.

## Сохранившиеся объекты

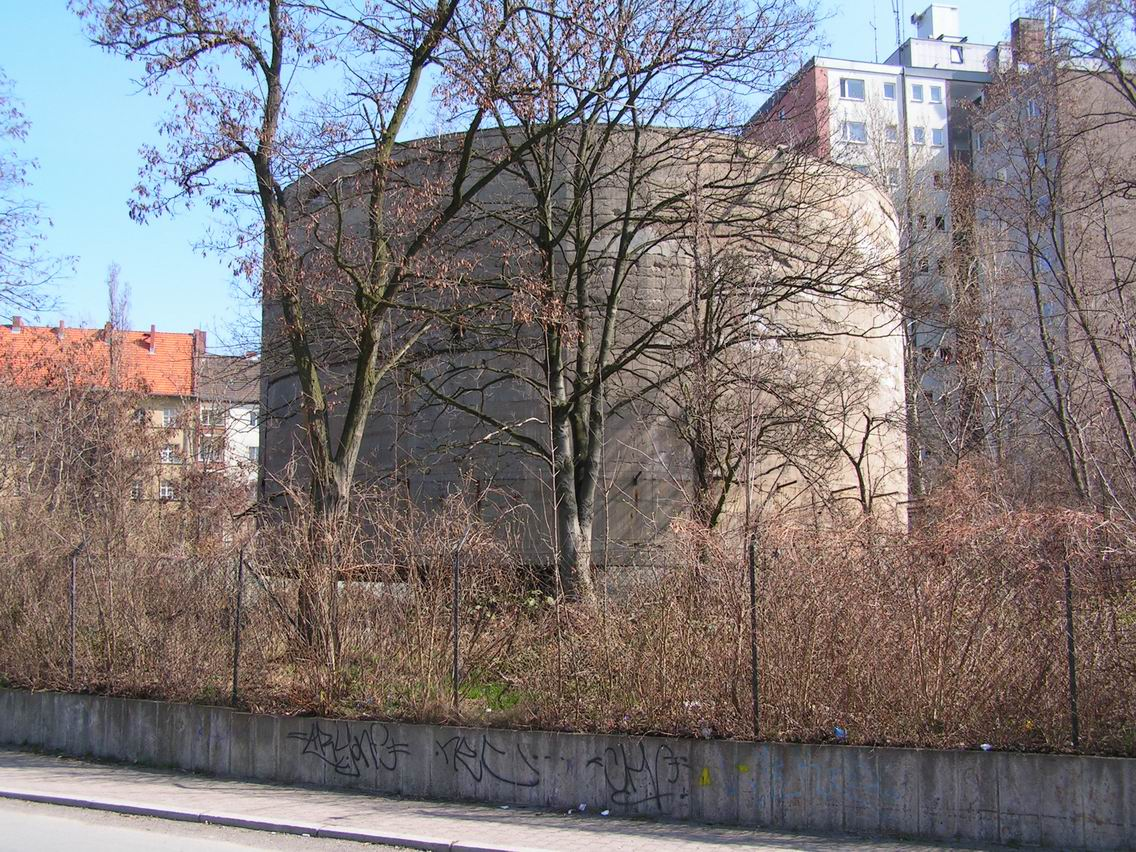
Бетонный цилиндр для определения грузоподъёмности почвы в берлинском районе Темпельхоф

Берлинский Олимпийский стадион и аэропорт Темпельхоф были построены до принятия проекта о перестройке Берлина в 1937 году. Здание аэропорта по своей площади в 284 000 м² стало одним из самых крупных сооружений мира (после Пентагона в Вашингтоне и Парламентского дворца в Бухаресте). В связи с войной, отнимавшей всё больше ресурсов, большинству объектов, предусмотренных проектом столицы мира Германии, было не суждено продвинуться дальше этапа проектирования.
В современном Берлине сохранился бетонный цилиндр для определения грузоподъёмности песчаных берлинских почв, которым предстояло выдержать революционные по своим размерам здания проекта. После войны его не удалось взорвать из-за его расположения между линией железной дороги и жилым массивом, и он длительное время использовался для испытаний Немецким исследовательским обществом механики грунта (DEGEBO). С 1995 года это сооружение находится под охраной государства как памятник архитектуры и проходит в настоящее время реставрацию.

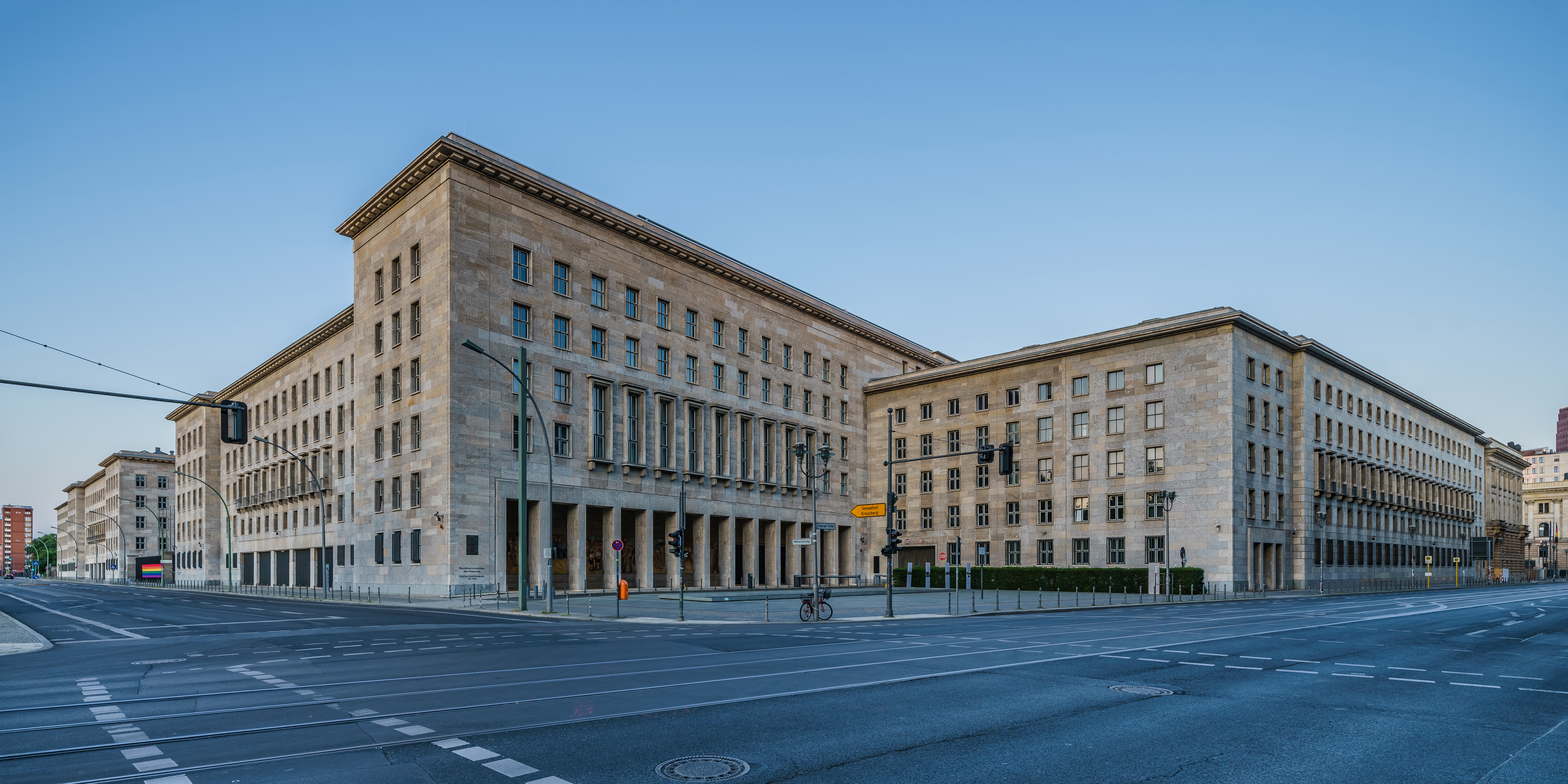
Бывшее здание имперского министерства авиации, ныне Министерство финансов (дом Детлефа Роведдера)

Здание имперского министерства авиации было построено в рамках планов возведения столицы мира Германии по проекту архитектора Эрнста Загебиля. В настоящее время в здании размещается федеральное Министерство финансов Германии.
Проектом предусматривалось создать в месте пересечения главных транспортных магистралей — Оси Восток-Запад и Север-Юг в Большом Тиргартене систему бессветофорного движения и оборудовать его системой туннелей. В процессе подготовительных работ были возведены два участка туннеля, сохранившиеся до настоящего времени.
Улица Площадь 4 Июля (нем. Platz des 4. Juli) в округе Штеглиц-Целендорф — единственный участок четвёртого внешнего кольца (автобана), которое, по плану, должно было опоясывать обновлённый город Германию. В послевоенное время улица служила для проведения парадов расквартированной неподалёку американской военной части, в том числе и в День независимости США 4 июля, что и дало современное название улице.